# Mai Thi Nguyen-Kim
Mai Thi Nguyen-Kim (nume după căsătorie Leiendecker; născut pe 7 August 1987 la Heppenheim) este o chimistă, jurnalistă de știință, prezentatoare de televiziune, autoare, creatoare de video web germană  și membru al Senatului Max-Planck-Gesellschaft din iunie 2020.

## Biografie
Nguyen-Kim, ai cărei părinți sunt din Vietnam, a absolvit în 2006 gimnaziul din Bergstrasse-Hemsbach, Baden-Württemberg. Din 2006 până în 2012 a studiat chimia la Universitatea din Mainz și la Institutul de Tehnologie din Massachusetts (MIT). Din 2012 a lucrat ca doctorand la RWTH Aachen, la Universitatea Harvard și la Institutul Fraunhofer. În 2017 și-a luat doctoratul la Universitatea din Potsdam cu o teză despre Physikalische Hydrogele auf Polyurethan-Basis („Hidrogelii fizici pe bază de poliuretan”).
Nguyen-Kim este căsătorită cu Matthias Leiendecker și are o fiică născută în 2020.

## Educație științifică pe YouTube și TV

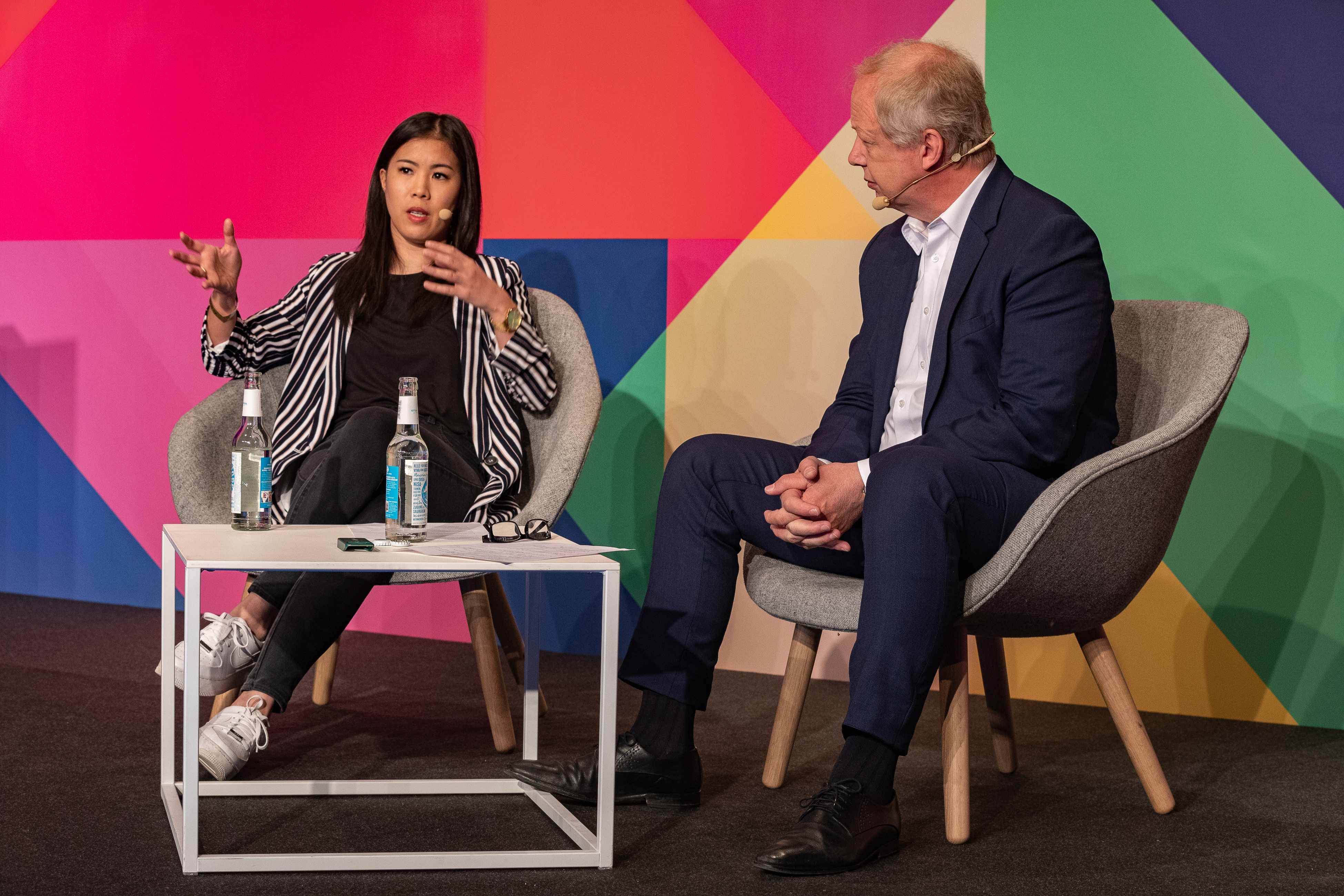
Nguyen-Kim cu Tom Buhrow la Media Convention Berlin 2019

În 2015, Nguyen-Kim a lansat canalul YouTube The Secret Life Of Scientists pentru a pune sub semnul întrebării stereotipurile de oameni de știință și tocilari (naturali) și pentru a transmite subiecte științifice unui public tânăr. În plus, în octombrie 2016, canalul ei de internet schönschlau a intrat online, produs de funk, o ofertă comună a radiodifuzorilor germani ARD și ZDF pentru tineri și adulți tineri. Uneori a moderat și canalul Auf Klo și a învățat videoclipuri pentru subiectele de chimie și matematică în formatul mussewissen produs pentru Funk. Canalul lor schönschlau a fost redenumit maiLab în 2018 și avea aproape 900.000 de abonați la sfârșitul lunii aprilie 2020. maiLab este produs de Südwestrundfunk pentru Funk.
Nguyen-Kim este moderatorul proiectului WiD Die Debatte și face parte din echipa Terra X Lesch & Co. cu Harald Lesch, Jasmina Neudecker și Suzanna Randall, alternând cu Ralph Caspers (moderând și cu Ranga Yogeshwar până la plecarea sa din noiembrie 2018), va prezenta programul WDR, Quarks, din mai 2018 până 2021.
Cartea ei „Komisch, alles chemisch!”, publicată în martie 2019 a fost pe lista de bestselleruri Spiegel din noiembrie 2019, iar o versiune românească a fost lansată un an mai târziu, în aprilie 2020. În martie 2021, ea a publicat a doua carte Die kleinste gemeinsame Wirklichkeit, care a ajuns la numărul unu în Germania în martie 2021 și va fi tradusă în limba română în viitorul apropiat.
La începutul lunii aprilie 2020, MaiLab a obținut peste 4 milioane de vizualizări în patru zile cu un videoclip despre pandemia coronavirusului și a fost uneori numărul 1 al tendințelor YouTube din Germania, acesta fiind cel mai de succes videoclip de pe canalul YouTube. După cum a fost anunțat în decembrie 2020, Corona geht gerade erst los! (Coronavirus abia începe!) Cu peste șase milioane de vizualizări până în prezent, este Cel mai popular videoclip al anului 2020 pe YouTube din Germania. În aprilie, ea a vorbit despre un comentariu ARDs Tagesthemen despre același subiect. La mijlocul lunii aprilie, ea a analizat comunicarea unor cunoscuți virologi într-un alt videoclip. Acest videoclip a intrat și în tendințele YouTube din Germania și a ajuns la aproape 2 milioane de vizualizări într-o săptămână (începând cu 27 aprilie 2020). Nguyen-Kim a fost invitat în diverse alte formate media, inclusiv în emisiuni de televiziune germane. La sfârșitul lunii mai 2020, ea a cerut mai multe competențe de informare sursă și media și a criticat teoriile conspirației despre pandemia teoriile conspirației despre pandemia coronavirusului. De asemenea, ea observă deficite în științele naturii și în activitatea științifică în învățământul general. De asemenea, este activistă de sprijin pentru Oamenii de știință pentru viitor. Din aprilie 2021, jurnalistul științific se va angaja exclusiv în numeroase formate ZDF. Ea va debuta cu seria în trei părți Terra X „Wunderwelt Chemie”, care va fi difuzată pe ZDF din 10 octombrie 2021. Cele trei episoade Die Bausteine der Natur, Die Magie der Verwandlung și Die Elemente des Lebens au fost filmate în mare parte în laboratorul istoric al Muzeului Liebig din Giessen. În aceste episoade interacționează, printre altele, în scene scurte cu chimiști din istoria Germaniei, care sunt portretizate de actori. Mai Thi Nguyen-Kim prezintă emisiunea ZDFneo MAITHINK X - Die Show din 24 octombrie 2021.

## Publicații
- O să râzi, totul e chimie! Telefoane, cafea, emoții – cum le explică pe toate chimia (Limba germana: Komisch, alles chemisch! Handys, Kaffee, Emotionen – wie man mit Chemie wirklich alles erklären kann) Co-lecția de știință, București 2020, ISBN 978-606-722-384-2 .

## Premii
- 2012: Locul al treilea la Conferința pereților falimentari de la Berlin pentru prezentarea Breaking the Wall of the Human Cell[49][50]
- 2014: Câștigarea Science-Slams in Aachen și Bochum[51][52]
- 2014: Prelegere la conferința TEDxBerlin ca câștigătoare a concursului Spotlight@TEDxBerlin[53]
- 2015: Câștigător al slam-ului de la Colonia cu o prezentare despre schimbările climatice[54][55]
- 2016: Primul loc în categoria Scitainment cu contribuția Trust me, I’m a Scientist în competiția web video Fast Forward Science 2016 (organizată de Wissenschaft im Dialog și Stifterverband für die Deutsche Wissenschaft)[56][57]
- 2018: Premiul Grimme Online din categoria Cunoaștere și Educație, precum și premiul publicului Grimme Online Award[58][59]
- 2018: Premiul Georg von Holtzbrinck pentru jurnalism științific[60]
- 2018: Primul loc la Fast Forward Science în categoria Substanz, primul loc la Premiul Comunitar și un Premiu de Excelență video web[61]
- 2018: Câștigător al premiului german pentru video video[62][63]
- 2018: Jurnalist al anului 2018 la categoria știință, premiat de Medium Magazin[64]
- 2019: Premiul Hanns Joachim Friedrichs[65]
- 2020: Câștigător al premiului Heinz Oberhummer pentru comunicare științifică[66][67]
- 2020: Câștigător al premiul Goldene Kamera Digital 2020 în categoria Best of Information[68]
- 2020: Crucea de merit pe panglică (Crucea cavalerului) a Crucea Federală de Merit[69]
- 2020: UmweltMedienpreis 2020 de la Deutsche Umwelthilfe în categoria online pentru canalul YouTube „maiLab”.[70]
- 2020: Jurnalistul Medium Magazin al anului[71]
- 2020: Premiul Academiei Germane de Televiziune din categoria Divertisment TV pentru Quarks WDR
- 2020: nominalizare: Premiul Nannen la categoria Istoria anului
- 2021: Premiul Grimme pentru Transferul de cunoștințe Coronavirus în categoria Realizare jurnalistică[72]
- 2021: Premiul pentru jurnaliști și scriitori de la Societatea Chimiștilor Germani[73]
- 2021: Medalia Theodor Heuss
- 2021: Premiul Hessian pentru Cultură, împreună cu Sandra Ciesek, pentru „serviciile ei în pandemia de coronavirus”[74]
- 2021: Premiul de aur al cititorilor LovelyBooks la categoria non-ficțiune și ghid pentru Die kleinste gemeinsame Wirklichkeit[75]